# 486 до н. е.

## Події
У Римській республіці консулами були обрані Спурій Кассій Вісцелін і Прокул Вергіній Трікост Рутил. Вісцилін запропонував перші аграрні закони, які дозволяли роздавати землю плебеям. Військовим трибуном був обраний Опітер Вергіній Трікост, який воював з вольсками та загинув у цій війні.
У захопленому персами Єгипті почалося повстання. Цар Дарій I почав готуватися до походу, але того ж року помер.
Розпочалося будівництво Великого китайського каналу.

### Астрономічні явища
- 17 січня. Часткове сонячне затемнення.[2]
- 15 лютого. Часткове сонячне затемнення.[2]
- 13 липня. Часткове сонячне затемнення.[2]
- 11 серпня. Часткове сонячне затемнення.[2]

## Померли
- Дарій I Великий (*550 до н. е.) — цар Персії.
- Опітер Вергіній Трікост